# Kathedraalschool van Luik
De kathedraalschool van Luik (ook wel domschool van Luik) was een gerenommeerde kathedraalschool verbonden aan de Sint-Lambertuskathedraal in de Belgische stad Luik. 
De kathedraalschool werd opgericht tijdens het episcopaat van bisschop Notger van Luik (971-1008). Bekende scholasters waren Heriger van Lobbes, Waso van Luik en Adelman van Luik. De Luikse kapittelscholen verwierven vanaf eind 10e eeuw een internationale reputatie, met als gevolg dat Luik in die tijd werd aangeduid als "het Athene van het noorden".

## Bekende leerlingen
- Anselmus van Luik
- Alger van Luik
- Durand
- Franco van Luik
- Koenraad van Urach
- Rather van Verona
- Heriger van Lobbes
- Sigisbert van Gembloers